# Беденица
Беденица (хорв. Bedenica) — община в Хорватии, входит в Загребскую жупанию. Община включает 6 населённых пунктов. По данным 2001 года, в ней проживало 1522 человек. Общая площадь общины составляет 21,7 км².